# بییاترو
بییاترو دهستانی در استان آبیلای اسپانیا است.
در این دهستان ۲۳۴ نفر زندگی می‌کنند. مساحت این دهستان ۵۶٫۱۳ کیلومتر مربع است.